# New Albany (Mississippi)
Pour les articles homonymes, voir New Albany.
La ville de New Albany est le siège du comté d'Union, situé dans l'État du Mississippi, aux États-Unis.